# Амнезия (телесериал)
«Амнезия» (англ. Absentia) — американский криминальный драматический сериал режиссёра Одеда Раскина по заказу Sony Pictures Television. Рассказывает об агенте ФБР Эмили Бирн, которая была похищена серийным убийцей, но нашлась спустя 6 лет после похищения. Производство серий первого сезона происходило в Болгарии с 6 января по 22 марта 2017 года. Мировая премьера сериала произошла на телевизионном фестивале в Монте-Карло в июне 2017 года. Премьера на телевидении состоялась в Румынии 25 сентября 2017 года. В России премьера состоялась 2 октября на канале Sony Sci-Fi. Сериал продлён на 2 и 3 сезон. Дата выхода 2 сезона — 26 марта 2019 года. Дата выхода 3 сезона - 20 июля 2020 года. В мае 2021 года сериал был закрыт после трех сезонов.

## Сюжет
Агент ФБР Эмили Бирн бесследно исчезает, пытаясь поймать одного из самых известных серийных убийц Бостона. Но после её исчезновения серийный убийца отправляется в тюрьму, а Эмили объявлена мёртвой. Шесть лет спустя Эмили обнаружена в баке, полностью наполненном водой. Сама жертва не помнит, кто её похитил. Её муж Ник борется с чувством вины за то, что он остановил поиски Эмили, и женился на другой женщине, которая растила её подрастающего сына. Но оказывается, что сама Эмили может стать подозреваемой в этой череде ужасающих убийств. Ей ничего не остаётся, как податься в бегство.

## Персонажи
Эмили Бирн (Стана Катич) — специальный агент ФБР, бесследно исчезнувшая во время охоты на серийного убийцу Конрада Харлоу в Бостоне. Считалась погибшей, но возвращается спустя шесть лет. Пытаясь восстановить свою жизнь и разгадать тайну своего исчезновения, она становится главным подозреваемым в серии шокирующих убийств и решает податься в бегство.
Элис Дюран (Кара Теоболд) — новая жена Ника и мачеха Флинна, которая старается быть доброй в истории с возвращением Эмили. Сын Ника, Флинн, считает её настоящей матерью.
Томми Гиббс (Анхель Бонанни) — амбициозный и целеустремлённый детектив полиции Бостона, отвечающий за дело Эмили.
Дэниел Вега (Бруно Бичир) — психолог ФБР, который работает с Эмили, чтобы помочь справиться с психологическими травмами и найти её похитителя.
Джек Бирн (Нил Джексон) — старший брат Эмили и бывший хирург, который потерял лицензию после исчезновения сестры. Ныне — продавец медицинского оборудования.
Адам Рэдфорд (Ральф Айнесон) — специальный агент ФБР и бывший партнер Эмили, который заботится о ней, но пытается быть организованным и ориентированным на карьеру. Контролирует охоту на Эмили после того, как она сбежала.
Флинн Дюран (Патрик Маколи) — 9-летний сын Эмили и Ника, который не помнит о своей матери и чувствует себя не комфортно рядом с ней.
Ник Дюран (Патрик Хайсингер) — специальный агент ФБР, муж Эмили. В своё время прекратил поиски Эмили, из-за чего чувствует вину перед ней. Чтобы забыть свои проблемы, женился на девушке по имени Элис, но чувства к Эмили вновь появляются с её возвращением. Позже поручено охотиться на Эмили.
Конрад Харлоу (Ричард Брейк) — серийный убийца, за которым охотилась Эмили. Затворик и богатый банкир. Главный подозреваемый в деле об исчезновении Эмили Бирн. ФБР никак не могло возбудить дело против Харлоу за серийные убийства, поэтому он был признан виновным в убийстве Эмили и отправлен в тюрьму. Шесть лет спустя он рассказывает о судьбе Эмили.
Уоррен Бирн (Пол Фримен) — отец Эмили.

## Список серий
| Сезон | Сезон | Эпизоды | Оригинальная дата показа | Оригинальная дата показа |
| Сезон | Сезон | Эпизоды | Премьера сезона          | Финал сезона             |
| ----- | ----- | ------- | ------------------------ | ------------------------ |
|       | 1     | 10      | 25 сентября 2017         | 20 ноября 2017           |
|       | 2     | 10      | 26 марта 2019            | 28 мая 2019              |
|       | 3     | 10      | 20 июля 2020             | 31 июля 2020             |

### Сезон 1 (2017)
| № общий | № в сезоне | Название                             | Режиссёр    | Автор сценария            | Дата премьеры    |
| --- | ---------- | ------------------------------------ | ----------- | ------------------------- | ---------------- |
| 1 | 1          | «Возвращение» «Comeback»             | Одед Раскин | Гая Виоло                 | 25 сентября 2017 |
| Спустя 6 лет агенту ФБР Нику Дюрану в день убийства его жены Эмили Бирн ночью звонит серийный убийца Конрад Харлоу и говорит, что Эмили ещё жива. Специальная команда ФБР во главе с Ником отправляются на указанный адрес и находят Эмили в баке, заполненным водой из реки, в которой утром было найдено неизвестное тело. Проходит пару дней, и Эмили решает вернуться к семье. Но Ник уже женат на другой женщине, а её родной сын не воспринимает её как мать. Исследуя исчезновение Эмили, Ник обнаружил связь между ней и секс-торговцем Робертом Семеровым, который испытывает негативные чувства к Эмили. Когда ФБР следит за секс-торговцем, подозрение внезапно падает на Эмили. |            |                                      |             |                           |                  |
| 2 | 2          | «Перезагрузка» «Reset»               | Одед Раскин | Мэтт Чирулник             | 25 сентября 2017 |
| Конрад Харлоу освобождается из тюрьмы, так как Эмили была найдена живой. В это время к детективу Томми Гиббсу приходит загадочный свидетель, который утверждает, что Роберта Семерова убила именно Эмили 2 недели назад. Все подозрения Эмили отрицает и говорит, что свидетель ложный. Ник и его напарник следят за свидетелем и узнают её настоящую личность. Во время погони за её напарником, тот говорит, что этот свидетель отмывал деньги и для Семерова, и для подставного агента ФБР. |            |                                      |             |                           |                  |
| 3 | 3          | «Шоу Эмили» «The Emily Show»         | Одед Раскин | Элаина Перпелитт          | 2 октября 2017   |
| Конрад Харлоу мёртв, и вновь все подозрения падают на Эмили. Начальник полиции Бостона приказывает Томми арестовать её. Ник и Эмили продолжают искать продажного агента ФБР, которым возможно оказывается Адам Радфорд. Эмили уверена, что именно он стоит за её похищением |            |                                      |             |                           |                  |
| 4 | 4          | «Я, ты, он, я» «Me You Him Me»       | Одед Раскин | Антуанетта Стелла         | 9 октября 2017   |
| Доказательства виновности Эмили становятся всё более вескими, и Нику приказано отвести её под стражу. Эмили просит заскочить в отель и забрать вещи, но между бывшими супругами разгораются старые чувства. Эмили решает, что лучше ей стоит сбежать и самой разгадывать эту тайну. Она похищает Адама, который рассказывает, что именно он сливал всю информацию Семерову о его деле. Когда ФБР находят их, Эмили убегает, а Адама убивает загадочный человек. |            |                                      |             |                           |                  |
| 5 | 5          | «Копай» «Dig»                        | Одед Раскин | Кейт Пауерс               | 16 октября 2017  |
| Проникая к психологу ФБР, Эмили вспоминает времена своего пребывания в детском доме и дерево с глазом, где она играла в детстве. Она решает вернуться в этот лес и найти это дерево. Об этом узнают ФБР и следуют за ней. Когда Эмили приезжает к назначенному месту, она находит закопанный скелет, но ей приходится быстро убегать от ФБР и убегать через реку. Эмили решает спрятаться от преследователей в машине дальнобойщика, но водитель грозится её убить. |            |                                      |             |                           |                  |
| 6 | 6          | «Невиновных нет» «Nobody's Innocent» | Одед Раскин | Мэтт Чирулник             | 23 октября 2017  |
| Дальнобойщик решает помочь Эмили и довозит её до Бостона. Там она проникает в квартиру Джека, её брата, где в его ноутбуке обнаруживает жёсткое БДСМ порно и переписку со своей любовницей в стиле Роберта Семерова. Услышав крики, соседка Джека вызывает полицию. С ними приезжает Томми и конфискует ноутбук. Эмили следит за братом и узнаёт, что его любовница работает в клубе Семерова. Она проникает в клуб и расспрашивает девушку про их отношения с Джеком. Но охрана прерывает разговор и пытается убить Эмили. Им удаётся только подстрелить её. Раненая Эмили приезжает на могилу своей матери, где просит Джека встретиться с ним в последний раз. |            |                                      |             |                           |                  |
| 7 | 7          | «А и Б» «A & B»                      | Одед Раскин | Антуанетта Стелла         | 30 октября 2017  |
| Раненая Эмили приходит в себя, и видит своего брата Джека, который сообщает ей, что вытащил пулю, которой она была ранена. Эмили, обнаружившая кардиостимулятор в захоронении в лесу, просит брата узнать информацию о производителе. Эмили понимает, что человек, имеющий отношение к кардиостимулятору, также имеет отношение как к приюту, где в детстве жила Эмили, так и к ее похищению. Данным человеком, оказывается врач, некоторое время работавший в том приюте. Эмили узнает шокирующую правду об экспериментах, которые этот врач ставил над детьми. Ник, посещая сына и Элис, не обнаруживает их в доме сестры Элис, но находит там телефон с записью от Эмили, которая говорит что еще жива, и скоро они будут вместе. |            |                                      |             |                           |                  |
| 8 | 8          | «Смелый мальчик» «Brave Boy»         | Одед Раскин | Элаина Перпелитт          | 6 ноября 2017    |
| Элис и Флинн приходят в себя в незнакомом им помещении. Тем временем Эмили узнает имя одного из подопытных участников экспериментов. Ник думая, что Эмили причастна к похищению Элис и Флинна, обращается к ней через телевидение. Эмили проникает в психиатрическую клинику, где в настоящее время содержится этот человек и пытается у него узнать имя второго объекта опытов. Эмили завладевает дневником этого человека. При попытке сбежать Эмили ловит Ник, и просит ее вернуть Элис и Флинна. Эмили спрашивает его, как он мог подумать, что она причинит вред Флинну. Чтобы уйти, Эмили вынуждена выстрелить в Ника. |            |                                      |             |                           |                  |
| 9 | 9          | «Детская игра» «Child’s Play»        | Одед Раскин | Кейт Пауерс               | 13 ноября 2017   |
| Эмили с дневником Чарльза сбегает от Гиббса, преследующего ее. Изучая дневник,Эмили выходит на фирму, производящую аквариумы. Эмили просит брата узнать адрес офиса этой фирмы и имя заказчика того аквариума, в котором ее нашли. В здании, где ранее располагался офис,Эмили находит фотографию дома, рядом с которым находит вход в катакомбы. Найдя данную фотографию,Эмили звонит Нику и просит его приехать одного, так как большое количество полиции может привести к смерти Элис и Флинна. Тем временем Элис приходит в себя, и не находит Флинна. Используя пружину от матраса,Элис выбирается из данной комнаты и находит Флинна, который заперт в баке, который заполняется водой. Элис освобождает Флинна из бака. При попытке сбежать неизвестный в маске стреляет в Элис усыпляющим дротиком. |            |                                      |             |                           |                  |
| 10 | 10         | «Первородный грех» «Original Sin»    | Одед Раскин | Мэтт Чирулник и Гая Виоло | 20 ноября 2017   |
| Эмили пробирается по катакомбам и некто в маске подкарауливает ее и стреляет в нее усыпляющим средством.Эмили приходит в себя в неизвестном помещении и видит контуры человеческого тела, находящегося под простыней на прикованной к стене койке. Эмили стягивает простыню и к своему ужасу видит Элис. Пытаясь ее разбудить, Эмили приводит в действие систему, используя которую данную комнату может видеть их похититель. Похититель говорит Эмили, что именно Эмили должна была стать объектом опытов, но воспитываясь в приюте Эмили поменяла данные в двух делах о детях. Похититель снимает маску и Эмили видит Лори Колсон, чье настоящее имя Логан Брент, которая все рассказывает Эмили. Также Лори по видео показывает Эмили комнату для опытов, где в закрытом баке находится Флинн. Лора говорит Эмили, что для того чтобы спасти Флинна, Эмили должна задушить Элис. Эмили не может пойти на это. В этот момент их находит Ник, вместе они освобождают Флинна из бака. При попытке покинуть катакомбы Лори стреляет в Ника, ранив его. Эмили прикрывает их отход из катакомб и выбегает оттуда в лес, где прячется Лори, которая с целью убийства вновь стреляет в Ника. Между Эмили и Лори завязывается борьба, в результате которой Эмили в порядке самообороны убивает Лори. В результате все обвинения с Эмили сняты, и она получает предложение вернуться к работе в ФБР. |            |                                      |             |                           |                  |

### Сезон 2 (2019)
| № общий | № в сезоне | Название                      | Режиссёр       | Автор сценария        | Дата премьеры  |
| --- | ---------- | ----------------------------- | -------------- | --------------------- | -------------- |
| 11 | 1          | «Потери» «Casualties»         | Одед Раскин    | Саманта Корбин-Миллер | 26 марта 2019  |
| Эмили при помощи Гиббса продолжает поиск того, кто стоял за ее похищением. В процессе отработки улик, попавших к ней,Эмили узнает некий номер телефона, приводящий ее к знакомству с женщиной, которая объявляет себя ее матерью. |            |                               |                |                       |                |
| 12 | 2          | «Безумие» «Madness»           | Одед Раскин    | Брендан Келли         | 2 апреля 2019  |
| Эмили выгоняет мать из своей квартиры. Ник с коллегами продолжает расследование газовой атаки. Неизвестный нападает на мать Эмили в туалете и делает ей в шею укол, приводящий к смерти. |            |                               |                |                       |                |
| 13 | 3          | «Вина» «Guilty»               | Одед Раскин    | Логан Слактер         | 9 апреля 2019  |
| Эмили узнает об убийстве биологической матери. В шприце неизвестного оказался фентанил в очень высокой дозе. Таким же способом убивают еще двоих человек. Эмили принимает решение вернуться в ФБР. |            |                               |                |                       |                |
| 14 | 4          | «Правонарушители» «Offenders» | Одед Раскин    | Милла Белл-Харт       | 16 апреля 2019 |
| ФБР продолжает расследование дела о фентаниле. Обнаружены еще две жертвы, одна из которых - член Конгресса США. |            |                               |                |                       |                |
| 15 | 5          | «Было» «Bolo»                 | Адам Сандерсон | Юлия Куперман         | 23 апреля 2019 |
| На семейном ужине семьи Бирн вскрывается информация о том, что Эмили расследует дело об убийстве ее биологической матери, являющейся одной из жертв "фентанилового" убийцы. В результате проведения ДНК экспертизы образца крови, взятого из пасти собаки одной из жертв ФБР становится известно имя совершившего эти преступления. Это - Рекс Вульф, бывший член отряда специального назначения. При попытке захвата Вульф едва не убивает Ника, но сбегает. ФБР получает данные, что Вульф сбежал из страны и через Украину попал в Молдавию. Кэл Айзек вместе с Эмили выезжают в Молдавию для захвата Рекса Вульфа. |            |                               |                |                       |                |
| 16 | 6          | «Покров» «Cover»              | Адам Сандерсон | Саманта Корбин-Миллер | 30 апреля 2019 |
| Эмили под видом сталелитейного магната и Кэл под видом ее начальника охраны для осуществления поиска Вульфа внедряются в мир контрабандистов и членов частных военных компаний. Они выходят на ЧВК под названием "Ночной дозор" и вскоре знакомятся с Жаком, занимающим в данной фирме высокое положение. Эмили получает чип Жака и вместе с Кэлом они проникают на базу ЧВК, где видят что Рекс Вульф находится в здании в 50 км от этой базы. При попытке покинуть базу они оказываются захвачены в плен. В итоге Эмили продумывает план и им с Кэлом удается сбежать от людей Жака. |            |                               |                |                       |                |
| 17 | 7          | «Бум» «Boom»                  | Адам Сандерсон | Брендан Келли         | 7 мая 2019     |
| Эмили и Кэла захватывают в плен и хотят ликвидировать люди из "Ночного дозора", но их спасает Хольт, старый знакомый Кэла. Эмили и Кэл вместе с Хольтом выдвигаются к зданию, где находится Рекс Вульф. При попытке его захвата, Вульф ножом убивает Хольта и путем самоподрыва на мине кончает с собой. |            |                               |                |                       |                |
| 18 | 8          | «Агрессия» «Aggression»       | Кэсия Адамик   | Логан Слактер         | 14 мая 2019    |
| Эмили после возвращения из Молдавии узнает о смерти Томми Гиббса. Она не верит, что Томми покончил жизнь самоубийством, и подозревает что его убили. Эмили и Кэл находят факт, связывающий всех жертв Рекса Вульфа, это лаборатория, которая обрабатывала анализы крови всех жертв. Начальник Эмили и Кэла собирается закрыть "фентаниловое" дело, но Эмили и Кэл получают от начальника негласное разрешение на продолжение расследования, так как организатор этих убийств не установлен. Ник начинает подозревать, что у Элис появился другой мужчина. |            |                               |                |                       |                |
| 19 | 9          | «Совершенные» «Committed»     | Кэсия Адамик   | Милла Белл-Харт       | 21 мая 2019    |
| Эмили узнает о том, что врач-психотерапевт, к которому водили Флинна, также ранее являлся врачом Рекса Вульфа, когда Вульф служил на базе ВС США. От секретаря врача становится известно, что он уже более 10 лет проводит на этой базе как групповые сеансы, так и единоличные приемы пациентов. Выясняется шокирующая правда: именно этот врач стоял за Лори Колсон, которая ответственна за похищение Эмили. Именно из крови Эмили этот "врач" создал некую сыворотку, сделавшую Рекса Вульфа идеальным киллером, но при введении остальным жертвам, погибшим впоследствии от фентанила, сыворотка не сработала. И Рекс Вульф получил приказ ликвидировать остальных участников эксперимента. Неизвестный проникает в дом врача и убивает его. |            |                               |                |                       |                |
| 20 | 10         | «Соучастник» «Accomplice»     | Кэсия Адамик   | Юлия Куперман         | 28 мая 2019    |
| ФБР находит скрытый кабинет "врача", убитого в конце предыдущей серии. Этот кабинет оказывается расположенным в катакомбах, где Лори Колсон впоследствии содержала Флинна и Элис. Агенты ФБР находят там документы о проводимых экспериментах за огромный промежуток времени. Эмили с ужасом видит в списке участников экспериментов своего сына Флинна. "Врач" длительное время изучал анализы как его крови, так и анализы многих пациентов. Эмили понимает, что доступ к таким данным у "врача" мог появиться только от ближайших родственников. Впоследствии выясняется, что Элис была ассистенткой "врача". При попытке ареста Элис была убита.                                                                                              |            |                               |                |                       |                |

### Сезон 3 (2020)
| № общий | № в сезоне | Название                                   | Режиссёр      | Автор сценария                  | Дата премьеры |
| --- | ---------- | ------------------------------------------ | ------------- | ------------------------------- | ------------- |
| 21 | 1          | «Табула Раса» «Tabula Rasa»                | Кэсия Адамик  | Уилл Паскоу                     | 20 июля 2020  |
| Эмили готовится к слушанию по восстановлению в ФБР. Ник начинает заниматься делом о телах, найденных на свалке с отсутствием некоторых органов. По результатам информации,переданной от источника, Ник и Эмили находят оборудованные помещения для проведения операций по трансплантации органов. Гуннарсен делает выговор Нику, так как он не мог привлекать Эмили к операции, ведь она отстранена до слушания. При дальнейшем развитии событии группа людей в масках врывается в дом Ника и избивает и похищает его. Эмили при схватке с одним из неизвестных ранена ножом. |            |                                            |               |                                 |               |
| 22 | 2          | «Взять свое» «Take Your Own»               | Кэсия Адамик  | Карен Вискарвер, Сэнфорд Голден | 21 июля 2020  |
| Эмили находит источник информации Ника, им оказывается хакер, которая взломала систему европейской преступной организации "Меридиан". Эмили проникает на их неформальную вечеринку и с помощью некоторых приемов узнает о месте, где, возможно, содержат Ника. Эмили проверяет данный склад и вызывает ФБР. При попытке зачистки склада происходит взрыв. Эмили обнаруживает портмоне Ника. |            |                                            |               |                                 |               |
| 23 | 3          | «Познай своего врага» «Know Your Enemy»    | Кэсия Адамик  | Катрина Кабрера Ортега          | 22 июля 2020  |
| Поиски Ника продолжаются. Эмили во время встречи с подчиненным "Меридиана" с помощью хакера,которая поставляла информацию Нику, узнает, что Ника содержат в одной из европейских стран. Хакер получает серьезные травмы при попытке ее захвата людьми Докинса. |            |                                            |               |                                 |               |
| 24 | 4          | «Жребий брошен» «The Die is Cast»          | Кэсия Адамик  | Кристи Лоури                    | 23 июля 2020  |
| Хакер умирает в машине скорой помощи. Эмили в кресте с четками, принадлежащими хакеру, обнаруживает флэш-накопитель. На нем и оказываются взломанные хакером данные "Меридиана". Эмили делает копию накопителя. Вместе с Кэлом они узнают об организации "Иерихон", имевшей отношение к рейсу самолета, которым похищенный Ник был вывезен из США. База организации расположена в Берлине. Эмили связывается с Докинсом и в обмен на жизнь Ника готова отдать ему файлы "Меридиана". Докинс и Эмили направляются в "Иерихон". |            |                                            |               |                                 |               |
| 25 | 5          | «Статус кво» «The Status Quo»              | Кэсия Адамик  | Джоан Келли                     | 24 июля 2020  |
| Докинс и Эмили прибывают в Берлин и направляются на базу "Меридиана". В процессе поездки на машину с Эмили и Докинсом совершают нападение мотоциклисты, и они увозят Эмили в неизвестном направлении. При развитии событии оказывается, что руководителем группы мотоциклистов является Ровена, давняя знакомая Эмили по академии ФБР в Куантико. Она помогает Эмили пробраться в дом, в который Докинс привез флэш-накопитель с, как он думал, похищенными данными "Меридиана". Эмили узнает, что "Иерихон" - это склад в Австрии. После ухода из данного дома Эмили замечает, что за ней кто-то следит. Этим неизвестным оказывается Кэл. |            |                                            |               |                                 |               |
| 26 | 6          | «Мое Эго» «My Ego»                         | Кэсия Адамик  | Катрина Кабрера Ортега          | 27 июля 2020  |
| Эмили и Кэл на поезде направляются к "Иерихону". Кэл в разговоре с Гуннарсен утверждает что не знает где находится Эмили, и обещает сразу поставить ее в известность. Их пытаются убить люди "Меридиана", но при этом погибают сами. Эмили и Кэл пробираются внутрь "Иерихона", где Эмили видит фотографии людей, и среди этих фотографий Эмили узнает тех троих людей, которых обнаружили на свалке с удаленными органами. Тем временем руководство "Меридиана" перевозит всех удерживаемых людей,в том числе и Ника, в другое место на рефрижераторах. |            |                                            |               |                                 |               |
| 27 | 7          | «Освободитель» «Liberator»                 | Грег Зглински | Карен Вискарвер, Сэнфорд Голден | 28 июля 2020  |
| Эмили совместно с Кэлом обнаруживают хранилище тел, у которых были изъяты органы. Эмили узнает, что "Иерихон" - это не только наименование проекта, но и кодовое имя его начальника. Ник сбегает из рефрижератора, его обнаруживает семья беженцев, он находит телефон и звонит в Бостон на свой рабочий номер. Трубку поднимает агент Томпсон,которая по просьбе агента Крауна ищет того, кто сливает информацию. Она записывает место нахождения Ника, но не успев передать информацию Крауну, погибает. Эмили понимает, что Кэл до ФБР работал на "Меридиан". Эмили выгоняет Кэла из машины,которую они захватили при отходе с "Иерихона", и по рации слышит переговоры, из которых понимает, что Ник бежал. Эмили выслеживает фургон в котором перевозили Ника, нейтрализует охрану, и освобождает Ника. |            |                                            |               |                                 |               |
| 28 | 8          | «Правда справедливости» «Truth of Justice» | Грег Зглински | Уилл Паскоу                     | 29 июля 2020  |
| Эмили и Ник готовятся проникнуть на основную базу "Меридиана". Они узнают, что "Меридиан" занимался медицинскими экспериментами, в качестве подопытных использовались беженцы. "Иерихон" отдает приказ врачу базы умертвить всех подопытных с помощью инъекций, и также уничтожить весь массив накопленной от экспериментов документации.Ник связывается с агентом Крауном и узнает о смерти агента Томпсон, с которой он разговаривал накануне. Краун идет к Гуннарсен и, подключив ресурсы Государственного департамента, для вывоза Ника направляют отряд. Кэл под видом сотрудника "Меридиана" пробирается на базу. Параллельно Докинс находит место, где скрывались Флинн и его дед Уоррен. Эмили при попытке захвата "Иерихона" видит позади него Кэла, и не успевает ничего сделать, как ее вырубает другой охранник. |            |                                            |               |                                 |               |
| 29 | 9          | «Темные времена» «Dark Ages»               | Грег Зглински | Кристи Лоури                    | 30 июля 2020  |
| "Иерихон" захватывает и пытает Эмили, пытаясь узнать у нее где находятся файлы "Меридиана", и куда сбежал Ник. Ник освобождает всех пленников на базе и помогает им выйти за пределы базы. В это время в Бостоне агент Краун и примкнувшая к нему Гуннарсен обнаруживают факты, что заместитель директора ФБР Уэбб причастен к сотрудничеству с "Меридианом". Уэбб обнаружен повесившимся в своем номере в гостинице. Эмили освобождается, нейтрализует охрану и нападает на "Иерихона". Он заявляет, что Уоррен Бирн, Флинн и Джек захвачены в плен Докинсом, который вырубил Уоррена и ранил Джека. Параллельно Докинс ищет Флинна, получая от него ранение стрелой из лука. Флинн заманивает Докинса к старому колодцу, куда Докинс падает и погибает. Эмили звонит на номер Флинна и убеждается, что он жив. Флинн говорит матери, что он должен вызвать "скорую" для деда и дяди. Эмили находит Кэл, расправившийся со своим армейским командиром, который приказал ему убить безоружного гражданского. Эмили и Кэла находит Ник. В это время базу "Меридиана" штурмуют люди из Интерпола. |            |                                            |               |                                 |               |
| 30 | 10         | «Родиться заново» «Born Again»             | Грег Зглински | Джоан Келли, Уилл Паскоу        | 31 июля 2020  |
| ФБР устанавливает настоящее имя "Иерихона" - Эллиотт Бранстедтер. Также выясняется связь "Меридиана" с фирмой "Кёрлан Фармасьютикалз". Эмили, увидев в выпуске новостей генерального директора "Кёрлан" Бриджит Кёрлан, узнает в ней женщину, с которой столкнулась на приеме "Меридиана" в Берлине. При дальнейшем развитии событий выясняется, что Гуннарсен сливала информацию о расследовании "Меридиану". ФБР инсценирует смерть и похороны Ника и Флинна, для того, чтобы "Меридиан" не охотился за ними. Эмили при помощи программистов передает данные о медицинских экспериментах членам совета директоров "Кёрлан Фармасьютикалз". Бриджит Кёрлан арестовывают. |            |                                            |               |                                 |               |